# パイク郡 (ジョージア州)
座標: 北緯33度09分 西経84度39分 / 北緯33.150度 西経84.650度
パイク郡（パイクぐん、英: Pike County）は、アメリカ合衆国のジョージア州にある郡。人口は1万8889人（2020年） 。郡庁所在地はゼブロン (Zebulon)である。
アトランタ大都市圏（アトランタ＝サンディスプリングズ＝マリエッタ大都市統計地域）の一部である。

## 歴史
1822年12月9日にモンロー郡から分離し、探険家で陸軍士官だったゼブロン・パイクにちなみ名づけられた。

## 地理
国勢調査局によると、この郡の総面積は568平方キロ（219平方マイル）で、うち566平方キロ（218平方マイル）が陸地、総面積の0.48%にあたる3平方キロ（1平方マイル）が水域となっている。
幹線道路
- 国道19号線
- 州道18号線
- 州道74号線
- 州道109号線
- 州道362号線

隣接する郡
- スポルディング郡（北）
- ラマー郡（東）
- アプソン郡（南）
- メリウェザー郡（西）

## 人口動態
2000年の国勢調査時点で、この郡には1万3688人、4755世帯、3784家族が暮らしている。人口密度は1平方キロあたり24人で、平方マイルに換算すると63人となる。住居数は5068軒で、1平方キロに平均9軒（1平方マイルあたりでは23軒）が建っていることになる。住民のうち白人は83.64%、アフリカ系は14.79%、ネイティブ・アメリカンは0.21%、アジア系は0.37%、その他の人種は0.42%、混血は0.57%、ヒスパニック（ラテン系）は1.22%を占める。

2000年国勢調査の結果をもとに作成した郡の人口ピラミッド

4755世帯のうち37.0%は18歳未満の子供と暮らしており、65.4%は夫婦で生活している。10.5%は未婚の女性が世帯主であり、20.4%は家族以外の住人と同居している。17.5%が独り身世帯で、7.5%を独居老人の世帯が占める。1世帯あたりの平均構成人数は2.81人、家庭の平均構成人数は3.18人である。
住民のうち27.6%が18歳未満の未成年、8.0%が18歳以上24歳以下、30.2%が25歳以上44歳以下、23.3%が45歳以上64歳以下、10.9%が65歳以上となっており、平均年齢は36歳である。女性100人に対して男性が100.2人いる一方、18歳以上の女性100人に対しては97.7人いる。
一世帯あたりの平均収入は4万4370米ドル、家族ごとでは4万9798米ドルである。男性の平均収入は3万3114米ドル、女性の平均収入は2万3800米ドルで、労働者でない人々も含めた住民一人当たりの収入は1万7661米ドルとなる。総人口の9.6%、家族の6.9%、18歳未満の子供の11.6%、および65歳以上の高齢者の11.0%は貧困線以下の収入で生計を立てている。

## 都市および町
- コンコード (en:Concord, Georgia)
- ヒルトップ (en:Hilltop, Georgia)
- ミーンズビル (en:Meansville, Georgia)
- モレナ (en:Molena, Georgia)
- ウィリアムソン (en:Williamson, Georgia)
- ゼブロン (en:Zebulon, Georgia)